# Pezicula paradoxa
Pezicula paradoxa är en svampart som beskrevs av Dennis 1974. Pezicula paradoxa ingår i släktet Pezicula och familjen Dermateaceae.   Inga underarter finns listade i Catalogue of Life.